# READY TO GO!
『READY TO GO!』（レディー・トゥー・ゴー）は、melody.の3枚目のアルバム。2007年7月4日発売。

## 解説
- 前作『Be as one』以来1年3か月ぶりのアルバム。
- 前作に続き、「初回限定盤（DVD付き2枚組）」と「通常盤（CDのみ）」の2形態で発売。
- また前作同様、初回限定盤と通常盤ではジャケットが異なる。
- このアルバムでは、初めてシングルのカップリング曲が収録されていない。

## 収録曲

### CD
1. Finding My Road
作詞：渡辺なつみ／作曲・編曲：原田卓也
9thシングル。SUBARU「FORESTER」CMソング。
2. with you
作詞：melody.、Shoko／作曲：塚﨑陽平／編曲：浜松佑一
3. Love Story
作詞：KURIS、置田恭子／作曲：KURIS／編曲・ストリングスアレンジ：河野 圭
10thシングル。TBS系ドラマ『孤独の賭け～愛しき人よ～』挿入歌。
ドラマのイメージに合わせて制作。melody.初となる全日本語詞のバラード楽曲。
4. All For Love
作詞：melody.、MIZUE／作曲：渡辺未来／編曲・ストリングスアレンジ：河野 圭
5. HOPE
作詞：melody.、M.Y[注 1][1][2]／作曲・編曲：M.Y
6. Glory of Love
作詞・作曲：Peter Cetera、David Foster、Diane Nini／編曲：浜松佑一
ピーター・セテラの同名曲をカヴァー。
7. READY TO GO!
作詞：melody.、KURIS／作曲：KURIS／編曲：黒須克彦
SUBARU「FORESTER」CMソング。
8. ONE DAY
作詞：melody.／作曲：Denis Martin、Jennifer Karr／編曲：Denis Martin
9. Lovin' U
作詞：melody.、H.U.B／作曲：Chikara "Ricky" Hazama、Debbie Huang
編曲：村田 昭
8thシングル。花王「レイシャス」CMソング。
10. REAL ME
作詞：melody.、H.U.B.／作曲・編曲：M.Y
11. ALL I DO
作詞：渡辺なつみ／作曲・編曲：2 SOUL for 2 SOUL MUSIC, inc.
12. Shine
作詞：EMI K. Lynn／作曲・編曲：原田卓也
13. Dangerous
作詞：melody.／作曲・編曲：原田卓也

注）CD・その他メディア等で、一部作家の表記が「my」となっているが、正しくは「M.Y」である。

### DVD
1. Lovin' U（Music Video）
2. Finding My Road（Music Video）
3. Love Story（Music Video）
4. Believe me（Live Version）
5. Gift of Love（Live Version）